# Jüri
Jüri är en småköping (estniska: alevik) i Estland. Den är centralort i Rae kommun och ligger i landskapet Harjumaa, 12 km sydost om huvudstaden Tallinn. Jüri ligger 55 meter över havet och antalet invånare var 3 639 år 2011.
Runt Jüri är det ganska glesbefolkat, med 38 invånare per kvadratkilometer. Omgivningarna runt Jüri är en mosaik av jordbruksmark och naturlig växtlighet.
Inlandsklimat råder i trakten. Årsmedeltemperaturen i trakten är 2 °C. Den varmaste månaden är juli, då medeltemperaturen är 16 °C, och den kallaste är januari, med −13 °C.